# Ethobunus goodnighti
Ethobunus goodnighti is een hooiwagen uit de familie Zalmoxioidae.